# Rashid al-Din
 (décembre 2011).
Si vous disposez d'ouvrages ou d'articles de référence ou si vous connaissez des sites web de qualité traitant du thème abordé ici, merci de compléter l'article en donnant les références utiles à sa vérifiabilité et en les liant à la section « Notes et références ».
Rashīd al-Dīn, sous son nom complet Rashid al-din Fadl Allah ibn ‘Imad al-dawla abu l-Khayr, né en 1247 à Hamadan, mort en 1318, est un médecin, un homme d’État persan d'origine juive de la période des khans Houlagides, un mécène et un historien des Īlkhān, les souverains mongols d'Iran, auteur notamment du livre intitulé Jami al-tawarikh (Histoire universelle, جامع ‌التواریخ), œuvre historique à dimension encyclopédique.

## Contexte: les Houlagides à l'époque de Rashid
Entre 1255 et 1260, a lieu un événement important : la conquête de l'Ahwaz, de la Basse Mésopotamie (Bagdad est prise en 1258), du Diyar Bakr (ar), du Diyar Moudar (en) et d'Alep, en collaboration avec les forces chrétiennes d'Arménie cilicienne, de Géorgie et d'Antioche, sous le règne du quatrième Grand Khan Möngke. Ces conquêtes, qui mettent notamment fin au califat abbasside, sont exécutées par son frère Houlagou Khan. 
Houlagou Khan (1217-1265) est le fondateur de la dynastie des Houlagides ou Ilkhanides : 
- Houlagou Khan (1256-1265), petit-fils de Gengis Khan par Tolui
- Abaqa (1265-1282), fils d'Houlagou
- Teküder (1282-1284), fils d'Houlagou
- Arghoun (1284-1291), fils d'Abaqa
- Ghaykhatou (1291-1295), fils d'Abaqa
- Baïdou (1295), petit-fils d'Houlagou Khan par Taragay
- (Mahmoud) Ghazān (1295-1304), fils d'Arghoun
- Oldjaïtou (ou Üldjāytū) (1304-1316), fils d'Arghoun
- Abū-Sa‘īd Bahadur (1316-1335), fils d'Oldjaïtou

## Biographie
Rashīd al-Dīn Hamadan est le fils de Imad al-Dawla Abu al-Khair, un pharmacien juif de Hamadan, centre important de culture juive en Perse, étant notamment pourvu d’un collège rabbinique.
Son grand-père Muwafaq al-Dawla Ali était un courtisan du dirigeant fondateur d'Ilkhanate Hulagu Khan, et son père apothicaire à la cour.

### Études et débuts à la cour sous Abaqa (1265-1282)

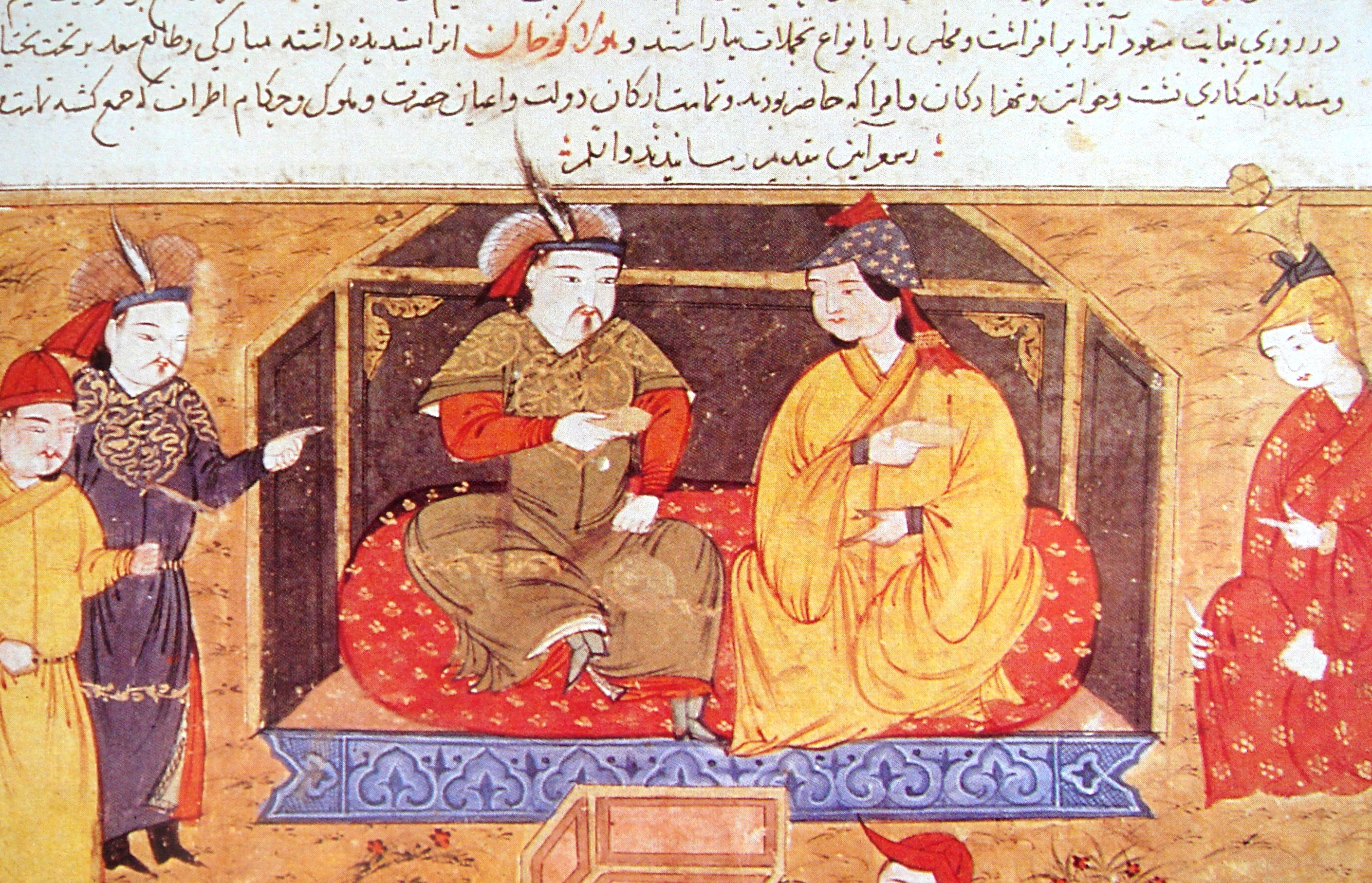
Hulagu Khan avec son épouse chrétienne orientale nestorienne, Doquz Khatun. D'après le travail de Rashid al-Din,

Rashīd al-Dīn fait des études de médecine et entre comme médecin à la cour d'Abaqa sous la direction du fils de Hulagu, Abaqa Khan, son rôle consistant tout d'abord à préparer, présenter et tester la nourriture du khan.
Il se convertit à l'islam vers 1277. Le désaccord entre les chercheurs arabes se poursuit à ce jour concernant la vérité de la croyance religieuse originelle de Rashid al-Din, certains disant qu'il est né musulman d'une famille musulmane et qu'il y aurait des passages de ses livres où Rashīd al-Dīn mentionne l'exemple de son père étudiant les fondements de l'islam et ses croyances. Toutefois, dans les écrits ilkhajanides, son surnom passe de « Rashid a-Dwala » (a-Dwala : « l'État ») à « Rashīd al-Dīn » (a-Dīn - « la Foi ») et les textes de l'époque rappellent fréquemment son origine juive - ce que feront également ses opposants et ce, même un siècle après sa mort.
Ibn Taymiyya, un théologien Damascène opposé aux Mongols, le décrit en ces termes après une rencontre en 1300 : 
« C'était un Juif philosophant. Ensuite, il se rattacha à l'islam avec ce qu'il y avait en lui du judaïsme et de la pratique de la philosophie, et il rejoignit ce Rafidisme-là »

### Du règne d'Abaqa et à celui de Ghazan (1282-1295)
En 1295, le successeur d'Abaqa, Teküder, baptisé, se convertit à l'islam, et adopte un nom arabe, Ahmad.
Lorsque Mahmoud Ghazan Khan arrive au pouvoir en 1295, le pays se trouve quasiment en état de guerre civile[réf. nécessaire].

### Vizir (1298-1316)

#### Pendant le règne de Ghazan

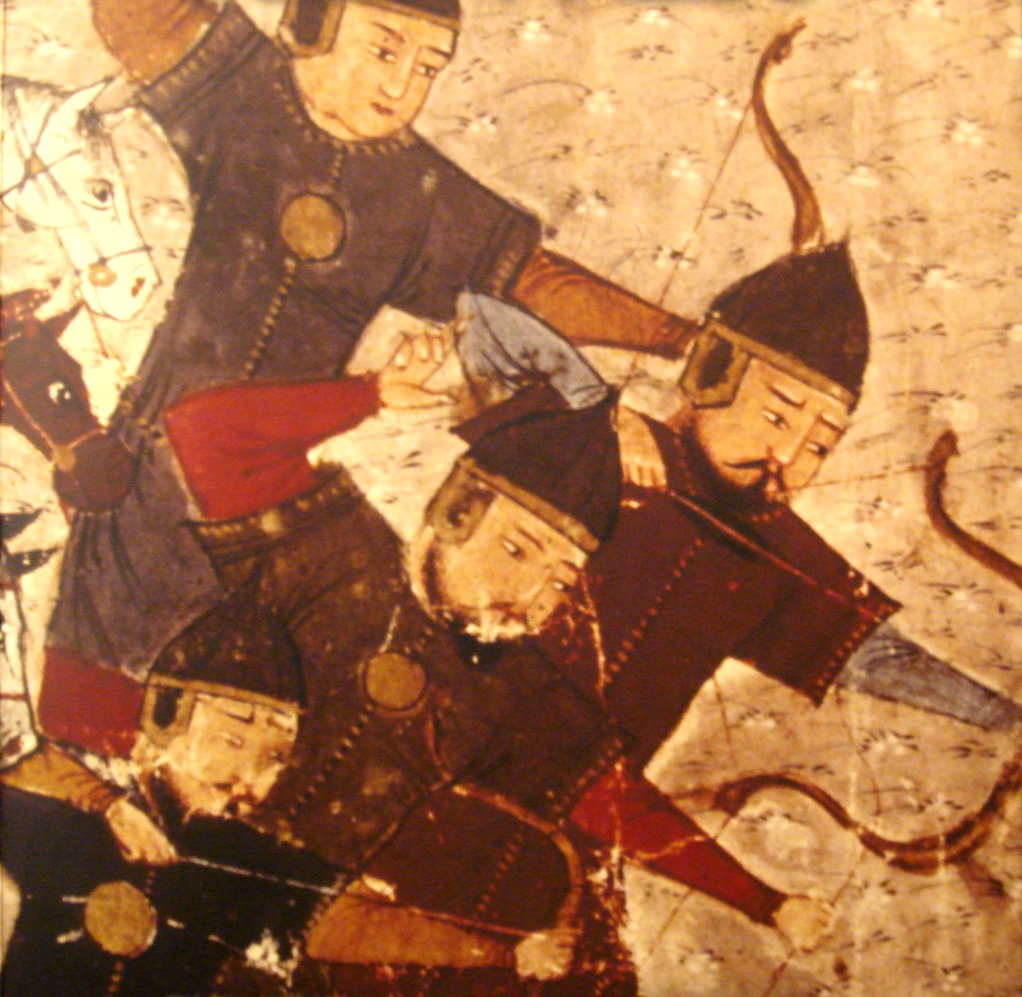
Soldats mongols présentés dans le Jāmiʿ al-Tawārīkh de Rashid al-Din, BnF. MS. Supplément Persan 1113. 1430-1434 AD.

Atteignant les sommets de la hiérarchie bureaucratique, Rashīd al-Dīn est nommé en 1298 adjoint du vizir Sa’d al-Din Zanjani, mais celui-ci est exécuté à l'automne suivant. Rashid al-Din est alors nommé vizir associé à Sa’d al-din Sawaji.
L'homme est donc passé au premier plan mais il faut remarquer que jamais au cours de sa carrière, il n'exerce seul le pouvoir : il a toujours un adjoint. C'est pourquoi, malgré son pouvoir et son influence, sa position demeure constamment précaire.
« Rashid al-Din fut un administrateur compétent qui réforma le système fiscal, commercial, légal et postal de l'Iran », cherchant constamment à protéger les Iraniens sédentaires de la rapacité de l’aristocratie mongole. De manière générale, Rashīd al-Dīn était un ardent patriote iranien sunnite et aussi un admirateur des traditions de l'État iranien. Le nom de « l'Iran » est mentionné dans son Jami 'al-tawarikh. Il n'aimait pas les Mongols (qu'il qualifie de « Turcs ») et en parle vivement comme des tyrans et des oppresseurs des ra'iyyats iraniens.
Sous Ghazān-khān, qui règne entre 1295 et 1304, il aide à l’œuvre « de restauration de l'autorité, de réorganisation de l'administration, du commerce, de l'agriculture et de la moralité publique ». En rédigeant un vaste code de lois, il réaménage les finances par un nouveau réglage des revenus et dépenses et un nouveau calcul de l’impôt, et réorganise les provinces et leur administration. Il met également en place la Charia (loi islamique), et s'occupe à la fois de l'entretien des voies publiques, de l'organisation de la poste, de lois sociales pour les personnes âgées, les infirmes, les pauvres et même du soin des animaux[réf. nécessaire].
En 1302-1303, il accompagne Ghazān-khān dans sa campagne contre les Mamelouks, dirigeant notamment l’attaque de la citadelle de Qasr al-Rahba.

#### Pendant le règne d'Öldjeytoü
Après la mort de Ghazān-khān en 1304, Rashīd al-Dīn poursuit son travail sous son successeur, Öldjeytoü. Très en faveur, il parvient à placer un grand nombre de ses enfants à des postes importants.
En 1309, Rashīd al-Dīn fait édifier à Tabriz le quartier Rab-i Rashidi autour de son propre monument funéraire.
Il participe à la création de la nouvelle capitale à Sultaniya. Mais, en 1312, son associé Sa’d al-din Sawaji est exécuté et remplacé par Taj Al-Din Ali Shah, un ancien bijoutier, qui devient son rival acharné. L'inimitié entre les deux hommes est si forte qu' Öldjeytoü est contraint de scinder le pouvoir en deux : à Rashid al-Din revient l'administration du centre et du sud de l’empire, tandis que Taj al-Din est chargé de la Mésopotamie et de l'Anatolie[réf. nécessaire].

### Chute et exécution (1316-1318)
Les intrigues se multiplient, tant et si bien qu'en 1316, à l’accession au trône d’Abū-Sa‘īd Bahadur, Rashīd al-Dīn tombe en disgrâce et est révoqué sous l’influence de Taj al-Din. Puis il est accusé d’avoir empoisonné Öldjeytü et exécuté avec son fils de 16 ans à (en) Chargar, le 17 juillet 1318, à l'âge de 71 ans,,,.
Son ascendance juive est mentionnée de nombreuses fois à la cour. Sa tête est portée autour de la ville après son exécution pendant que les gens scandent : « C'est la tête du Juif qui a abusé du nom de Dieu, que la malédiction de Dieu soit sur lui ».
Ses biens sont confisqués et Rab'-e Rashidi, avec son scriptorium et ses précieux exemplaires, sont remis aux soldats mongols.

### Après sa mort
Un de ses fils, Ghiyat al-Din (ou Ghiyas Eddine) ibn Rashīd al-Dīn, a occupé plus tard les fonctions de vizir, comme son père, mais subit le même sort en 1337.
Un siècle plus tard, sous le règne du fils de Timur, Miran Shah, les ossements de Rashīd al-Dīn sont exhumés du cimetière musulman de son mausolée et déplacés dans un cimetière juif vers 1400, sur ordre du gouverneur musulman de Tabriz,.
Il est considéré comme la figure la plus importante d'Iran pendant la période mongole et l'un des plus grands historiens et hommes d'État de Perse du Moyen Âge.
Son œuvre la plus connue est son grand livre, Jama al-Tawarih (جامع ‌التواریخ), qui traite de l'histoire du monde et de ses différents peuples et constitue une source historique de premier plan pour l'histoire des dynasties mongoles au Moyen Âge. L'historienne du CNRS, Françoise Aubin, considère que cet ouvrage figure l'un des « chefs-d'œuvre de la littérature historique mondiale ».

## Le mécène
Les règnes de Ghazan (1294-1304), Oldjaïtou (1304-1316) et Abū-Sa‘īd Bahadur (1316-1335) marquent l'apogée de la dynastie il-khanide. La sédentarisation permet une économie prospère, une vie culturelle florissante, une grande innovation artistique. Les Mongols adoptent la culture et les traditions persanes, un commerce international se développe entre Europe et Orient à partir des entrepôts de Tabriz et Sultaniya. Pour la première fois depuis plusieurs siècles, l'Iran devint une entité politique et culturelle.
Rashīd al-Dīn participe activement à cet apogée. Cet homme à l'immense richesse, propriétaire de grandes propriétés à travers le royaume, s'intéresse à la fois à l'administration, à l'agriculture, à la théologie et à l'histoire. Il fait venir des savants, des artisans et des artistes des quatre coins du monde et collectionne des livres d'origines diverses : chinois, byzantins, occidentaux et caucasiens.
La période il-khanide marque un changement majeur dans la culture iranienne, qui se traduit par une nouvelle forme de patronage artistique. Deux formes de mécénat sont prééminentes à cette époque : les complexes funéraires et les manuscrits illustrés. Rashīd al-Dīn constitue le modèle idéal de mécène, car le patronage sultanien suit la plupart de ses idées et emploie les mêmes artistes que lui.

### Architecture
Un trait nouveau de la période mongole se dessine dans la concentration d’édifices publics dans des quartiers de construction récente. Rashīd al-Dīn établit ainsi de grands quartiers à Tabriz et Sultaniya, ce qui ne l'empêche pas de concevoir des fondations pieuses à Hamadan et Yazd, et de surveiller celles fondées à Tabriz et Baghdad par Mahmoud Ghazan Khan. Il s'agit alors de grands complexes à plusieurs parties incluant lieux de prière, d’éducation et de résidence et utilisant de nombreux employés.

#### LeRab-i Rashidià Tabriz
Tabriz, la capitale, est considérablement agrandie et embellie sous les il-khanides : Ghazan triple la zone urbaine, avec la construction du faubourg Sham-i Ghazan, autour de son mausolée. Rashīd al-Dīn, quant à lui, y fait édifier le Rab-i Rashidi, un quartier construit intramuros dans le faubourg oriental, autour de son propre monument funéraire. On a conservé l'acte de dotation (waqf), qui donne la date du 9 août 1309.
Le quartier, ceinturé de remparts, comprend une grande zone d’entrée, une mosquée du Vendredi avec le tombeau de Rashid, une seconde mosquée (peut-être s'agit-il d'une dualité mosquée d'hiver/mosquée d'été), des madrasa, un lieu pour les sufis (khanqah), un hôpital, un hospice pour les visiteurs, des établissements scientifiques, des services (deux bibliothèques, hammams, caravansérails, ateliers de tissage, fabrique de papier, teinturerie, hôtel des monnaies, jardins, fontaine). On ne sait pas si le plan avait été rigoureusement préétabli.
L'acte de dotation, écrit par Rashīd al-Dīn lui-même, est constitué d’une introduction, de trois grands chapitres (institutions bénéficiaires, propriétés de donation, détails pour la direction des institutions), d'appendices et de clauses additionnelles (donations supplémentaires et nouvelles stipulations). La dotation semble exceptionnelle : 50 000 dinars. La moitié des revenus retournait aux surveillants du Rab (Rashīd al-Dīn puis ses fils), l’autre allait aux 220 esclaves et 100 employés, et à la réfection des bâtiments. La copie de manuscrits du Coran, des hadiths et des œuvres de Rashīd al-Dīn est également prévue.
Le point focal du Rab est la tombe, incluse dans la mosquée, où le Coran était récité toutes les heures, et des lectures spéciales faites pour les fêtes. On y conservait nombre de manuscrits et d'objets précieux.

#### Sultaniya
Sultaniya est fondée à la fin du XIIIe siècle par Arghoun. Elle sert de capitale quelque temps au XIVe, sous  Öldjeytü (1304-1316), qui l'embellit notablement.
Le quartier construit par Rashīd al-Dīn est achevé en 1313 ; il comporte mille maisons, une fondation pieuse avec madrasa, hôpital, et khanqah, et une grande porte d’entrée en forme d’iwan surmontée d’un minaret. Malheureusement, il n'est plus connu que par des récits de voyageurs.
Autres interventions
Rashīd al-Dīn s'est intéressé à de nombreux tombeaux de sufis.
Il fait entièrement restaurer le tombeau de Bayazid à Bastam.
Il dote la grande mosquée d' Öldjeytou d’une fondation pieuse, signalée dans un additif à l’acte de waqf du Rab-i Rashidi, daté de 1314.

### Manuscrits
Au tournant du XIVe siècle, en Iran, la taille, la fonction et le patronage du livre illustré changent. Celui-ci véhicule l’idéologie officielle et émerge comme un média essentiel, et constitue un important sujet de mécénat. La taille des manuscrits augmente, de nouveaux types de textes, incluant épopées et histoires, se trouvent régulièrement illustrés.
L'acte de dotation du Rab-i Rashidi
Il prévoit plusieurs dispositions en faveur des livres :
- la copie annuelle de 30 manuscrits du Coran et d’une collection de Hadith (Jami ‘al-usul fi ahadith al-rasûl). Les règles de réalisation de ces manuscrits sont spécifiées avec précision : boîtes de protection, cuir doré pour la reliure, papier de Baghdad de grande taille, calligraphie pure, confrontation des textes avec les originaux, .
- la copie de six œuvres de Rashīd al-Dīn en arabe et en persan, avec ici aussi des indications sur la taille, le papier, etc. Ces œuvres doivent de plus être lues dans toutes les institutions charitables de Ghazan à Baghdad et Tabriz.

On peut dire qu'il s'agit de la première concrétisation légale d’un « atelier de peintres » (Kitabkhana), concept qui s'est développé dans tout le monde musulman durant les siècles suivants.
Dans l’introduction de l'acte, Rashīd al-Dīn indique ses motivations pour un tel acte de mécénat, en prenant appui sur des motifs religieux (Jugement dernier…). Cependant, la période à laquelle il commande tant de travaux est également celle où il commence à rédiger ses traités philosophiques et théologiques. Pour B. Hoffmann, ces écrits, comme ces fondations pieuses et ces actes de mécénat, sont plus réalisés pour justifier l'immense fortune de Rashīd al-Dīn qui marque ainsi son territoire et sa supériorité face à ses rivaux, qui critiquent son origine juive, plutôt que pour des motifs strictement religieux.
Hamadan
La tradition remontant à la période Saljukide de reproduction de Corans à Hamadan, ville natale de Rashid, se perpétue et se développe sous le parrainage des Ilkhanides, principalement grâce à Rashīd al-Dīn. Beaucoup de Corans y sont produits pour Oldjaïtou et sa fondation pieuse.
Les manuscrits conservés
On conserve quelques manuscrits faits au Rab-i Rashidi ou sous le patronage de Rashīd al-Dīn : 
- Un Majmu’a al-Rashidiyya[21], daté de 1310-1311. Il s'agit d'un regroupement des œuvres théologiques de Rashid al-Din. De grand format (50 x 37 cm), il comporte un colophon qui donne le nom de l’artiste, Muhammad ibn Mahmud ibn Muhammad al-Amin, connu sous le surnom « le rapide calligraphe de Baghdad », qui a enluminé la page droite du double frontispice, la page gauche étant d'une autre main.
- plusieurs Corans, tous écrits en 5 lignes sur format large :
  - Un Coran[22] fait en avril 1315, copié par abd ‘Allah ibn Abi’l Qasim ibn Abdallah al turi al-Rudravari, un calligraphe venant du sud du district de Hamadan. De grande taille (52 x 37 cm), il rappelle le manuscrit précédent.
  - Un Coran[23] en 30 volumes, fait à Hamadan pour  Öldjeytü, datant de septembre 1313, œuvre d'Abdallah ibn Muhammad ibn Mahmud al-Hamadani, un scribe qui travaillait à Hamadan dans le dar al-khairat al-rashidiyya, la fondation pieuse de Rashīd al-Dīn à Hamadan.
  - Un Coran[24] plus petit (32 × 22 cm), fait par Fakhr al-Hamadani.
  - Un Coran en 30 volumes, fait pour  Öldjeytü à Mossoul en 1306-1311. Le colophon mentionne le patronage de Rashīd al-Dīn et de Sa’d al-Din Savaji, un fait assez exceptionnel, étant donné que les associations de mécènes sont rares. Cela correspond peut-être à un fossé chronologique entre les volumes : une première partie aurait été réalisée en 1306-1307 et la seconde en 1310-1311.

## L'œuvre écrite de Rashid al-Din

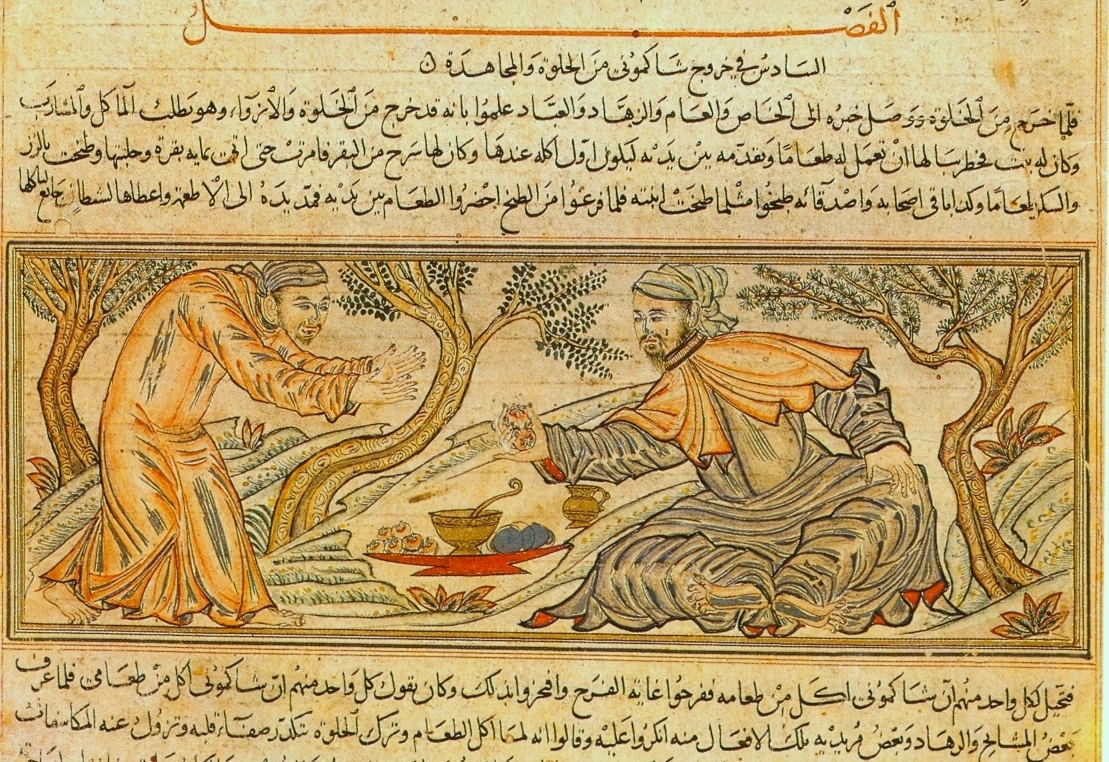
Illustration du Bouddha (offrant des fruits au diable) du livre Jama a-Tawarih de Rashid-al-Din

Rashīd al-Dīn a écrit de nombreux ouvrages sur des sujets très divers. Comme d'autres grands érudits de son temps, Rashid a-Din a exploré de nombreux domaines de la connaissance humaine au cours de sa vie, notamment la médecine, l'histoire, la théologie, la botanique, la zoologie... Il a composé des articles et des livres sur divers sujets, et a marqué un effort particulier pour les préserver en en faisant des copies en persan et en arabe.
Sont parvenus jusqu'à nous des écrits sur la théologie islamique, une correspondance, peut-être apocryphe, et surtout, un immense ouvrage historique, le Jami al-tawarikh (جامع ‌التواریخ) qui nous est parvenu partiellement.

### Histoire universelle
Le Jami al-tawarikh ou Histoire universelle constitue la source historique la plus importante en ce qui concerne la période ilkhanide et l’empire mongol dans son ensemble, avec les annales chinoises (Yuan Shi). « Par ce monument unique en son genre, on plonge au cœur de la société mongole que Rashīd al-Dīn a côtoyée et connue de si près : l'on est ainsi instruit de rivalités intestines qui l'ont déchirée et conduite à sa perte, et l'on voit jouer les rapports complexes de domination et d'alliance qui l'ont, tour à tour, opposée et liée au monde iranien et à l'Islam ».
Ce livre avait été commandé à Rashīd al-Dīn par Ghazan, qui désirait que les Mongols, qui s'assimilaient aux civilisations perse et chinoise, gardent un souvenir de leurs origines. Il devait initialement évoquer seulement l’histoire des Mongols et de leurs prédécesseurs dans la steppe.
Mais, à la requête de son successeur Oldjaïtou, le livre s'est transformé en une histoire du monde connu. Il s'agit donc d'une œuvre historique dont le point de vue est encyclopédique. Même si se posent quelques questions sur son véritable auteur et sur son objectivité en raison de l'identité et de la place de ou des auteurs au sein de l'État, cet ouvrage est remarquable par son originalité.

#### Plan de laDjami al-tawarikh

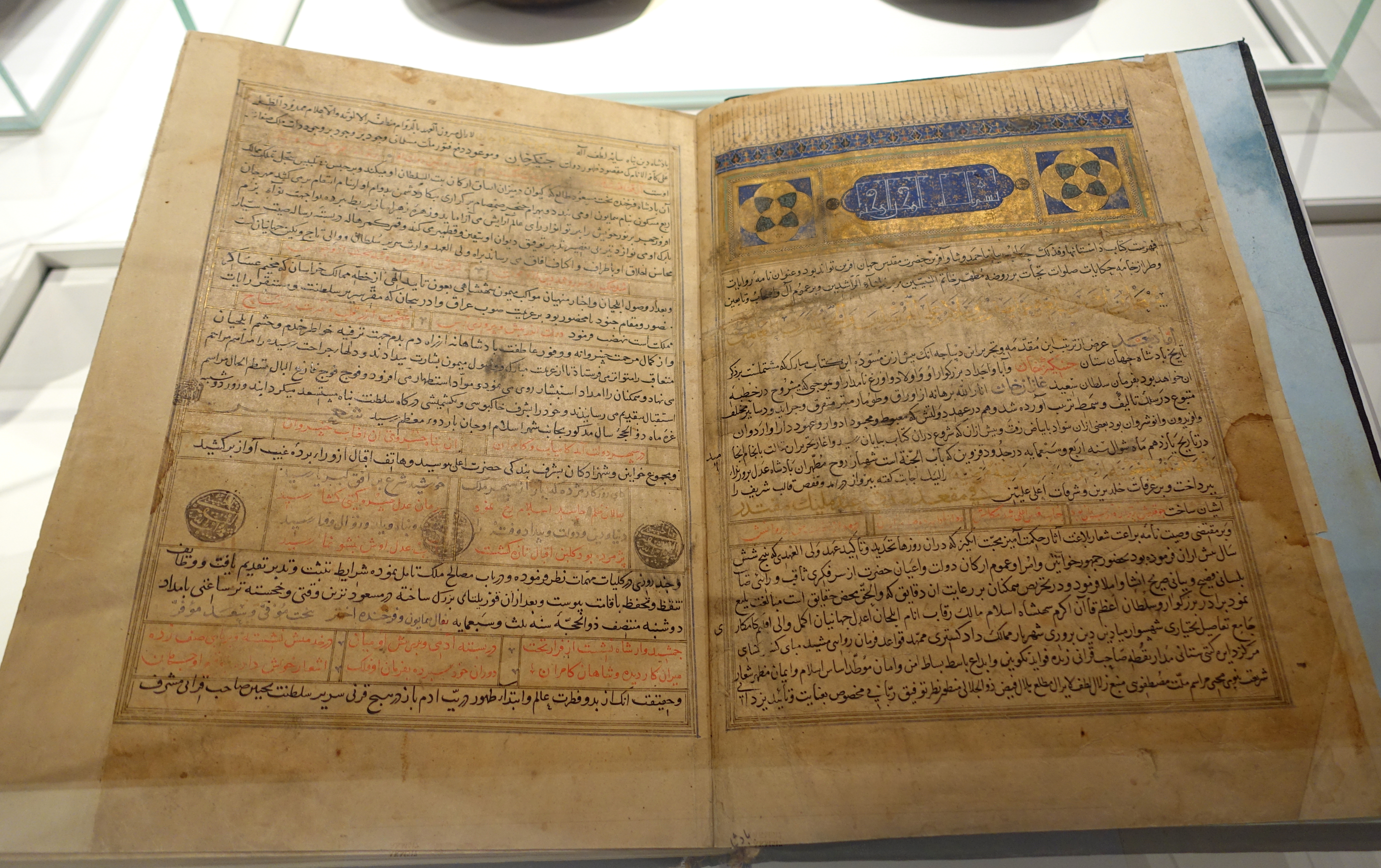
Jame 'al-Tavarikh, manuscrit de Rashid al-Din, encre, aquarelle et or sur papier, début du

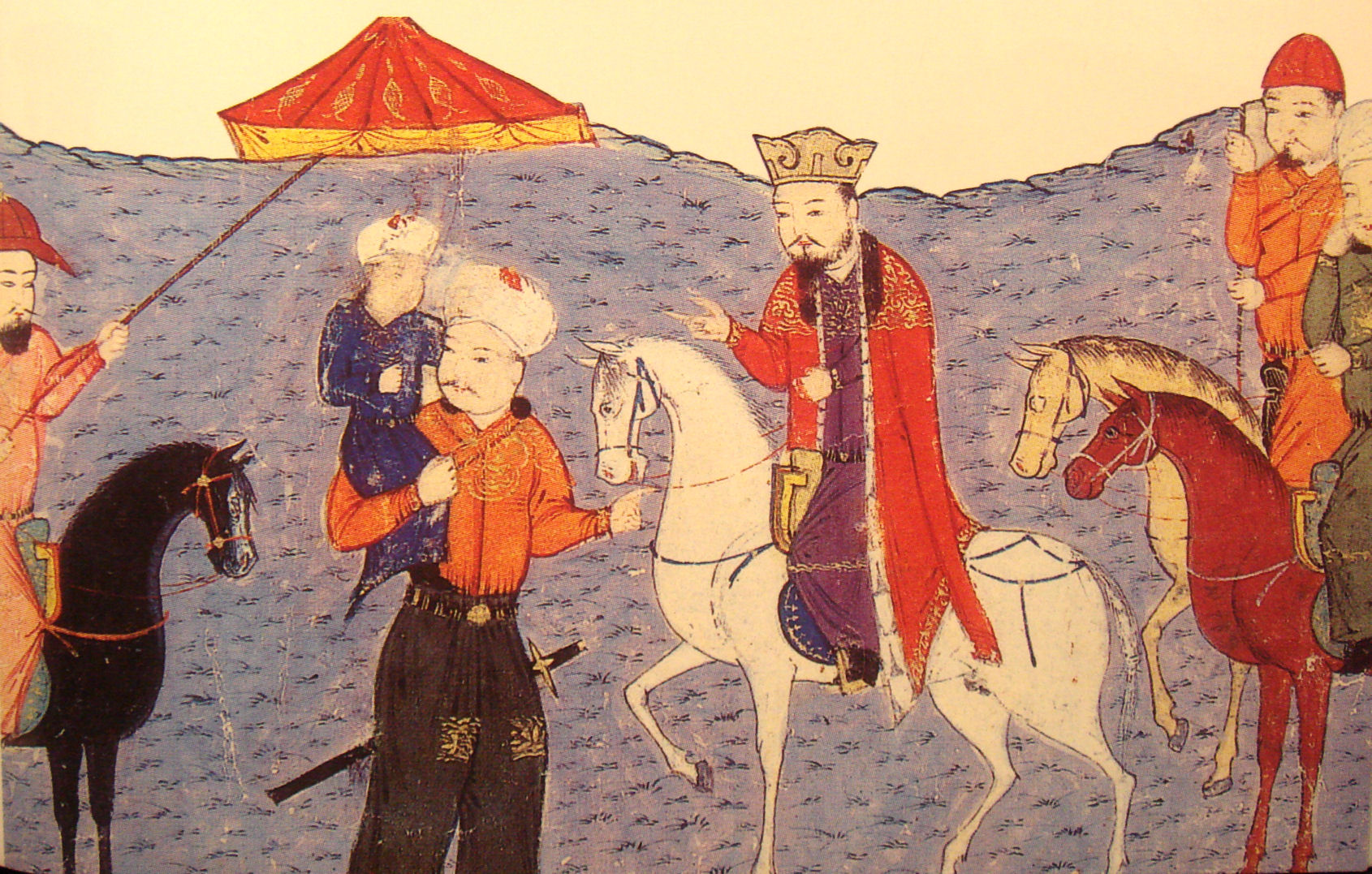
Représentation de'Abaqa sur un cheval, Arghun se tenant debout et Ghazan encore enfant, dans lHistoire universelle de Rashid-al-Din,

Selon Edgard Blochet : « Si l'on fait abstraction de son troisième volume dont on n'a jamais rencontré d'exemplaires, la Djami el-tévarikh est ainsi divisée :

Volume 1, tome 1, Histoire des tribus turques et mongoles

Volume 1, tome 2, Histoire du monde mongol, de ses origines à la mort de Ghazan

Volume 2, tome 1, Histoire d'Öldjaytü jusqu'à la composition de l'ouvrage

Volume 2, tome 2, chapitre 1, Livre 1, Abrégé d'histoire générale, d'Adam à 1300

Volume 2, tome 2, chapitre 1, Livre 2, Histoire des nations du monde

Volume 2, tome 2, chapitre 2, Continuation de l'histoire d'Öldjeytü ».

## Hommage
L'une des rues principales de Hamedan, qui forme la première ceinture à l'intérieur de la ville, porte le nom de Khajeh Rashid. Cette rue relie la place de la tombe de Bu Ali Sina au carrefour de Khajeh Rashid.
Une rue du quartier Velenjak de Téhéran porte également son nom.

### Éditions de ses œuvres
- Rashid al-Din, Histoire des Mongols de la Perse : Introduction et Histoire de Houlagou-khan, Paris, Imprimerie royale, 1836, traduction en français par Étienne Marc Quatremère d’une partie du Jami al-tawarikh.
- Rashid al-Din, Djami el-Tévarikh, Histoire générale du monde, Gibb memorial series, Leyden et Londres, 1911, texte en persan avec notes d'E. Blochet, contenant l'histoire des empereurs mongols successeurs de Gengis khaân et les biographies de ses trois fils apanagés (en ligne sur Gallica).
- Rašīd al-Dīn al-Ṭabīb, Faḍl Allāh ibn Abī al-H̲ayr al-Hamad̲ānī Abū al-Faḍl (1248?-1318), Histoire universelle : 1. Histoire des Francs, texte persan avec traduction et annotations, Leyde, E.J. Brill, 1951, 133 p. (notice BnF).
- Sheila Blair, A Compendium of chronicles : Rashid al-Din's illustrated history of the world, Oxford university press, coll. « The Nasser D. Khalili collection of Islamic art » no 27, 1995, 126 p.  (ISBN 0-19-727627-X) Notice Bnf

#### Autres
- Edgard Blochet, Introduction à l'histoire des Mongols de Rashid ed-Din, Brill, 1910, 398 p. (en ligne sur Gallica et sur Archive.org).
- Douze notices de la BnF.

### Travaux récents
Ouvrages généraux
- William Bayne Fisher et al., The Cambridge History of Iran, Cambridge University Press, 1968  (ISBN 052106936X et 9780521069366), disponible en ligne sur le site Google Books
- Sheila Blair et J. Bloom, The Art and Architecture of Islam 1250 – 1800, Yale University Press, 1994
- B. Spuler, Les Mongols dans l’Histoire, Payot, 1981
- Articles « Il-khans », « Tabriz », « Sultaniyya », dans Encyclopédie de l'Islam, Brill, 1960 (réédition 2010)

Sur Rashid al-Din
- D. O. Morgan, « Rashīd al-Dīn Tabīb », dans Encyclopédie de l'Islam, 2e édition, tome VIII, p. 458-459
- B. Hoffmann, « The Gates of Piety and Charity : Rašid al-Dîn Fadl Allah as founder of pious andowments », dans D. Aigle (dir.), L’Iran face à la domination mongole, Institut français de recherche en Iran, coll. « Bibliothèque Iranienne » no 45, 1997
- Sheila Blair, « Patterns of patronnage and production in Il-khanid Iran, the case of Rashid al-Din », dans Oxford Studies in Islamic Art, 1994, 12
- John Andrew Boyle et Karl Jahn, « Rashid al-Din commemoration volume, 1318-1968 », dans Central Asiatic journal, v. 14, 1970, 240 p.
- AZV Togan, « The composition of the history of the Mongols by Rashid al-din », dans Central Asiatic Journal, 1962, p. 60–72
- Yahya Michot, « Rashîd al-Dîn et Ibn Taymiyya : regards croisés sur la royauté », dans Mohageh Nâma, en ligne sur le site Muslim Philosophy, consulté le 15 décembre 2011.

Sur son œuvre
- Charles Melville, « Jāmeʿ al-tawāriḵ », dans Encyclopaedia Iranica, 2008, en ligne sur le site Iranica, consulté le 15 décembre 2011
- Jorge Luis Borges le cite dans son essai "Le songe de Coleridge".